# Selfridge Air National Guard Base
A Selfridge Air National Guard Base ou Selfridge ANGB (IATA: MTC, ICAO: KMTC, FAA LID: MTC) é uma ínstalação da Air National Guard localizada em Harrison, Michigan, perto de Mount Clemens. Selfridge Field foi um dos trinta e dois campos de treinamento do Serviço Aéreo estabelecidos depois que os Estados Unidos entraram na Primeira Guerra Mundial em abril de 1917.

## Unidades e organizações
A organização anfitriã é a 127ª Ala (127 WG) da Guarda Nacional Aérea de Michigan, mas uma variedade de Reserva da Força Aérea, Reserva da Marinha, Reserva do Corpo de Fuzileiros Navais, Reserva do Exército, Guarda Nacional do Exército e unidades da Guarda Costeira em serviço ativo também usam as instalações. Em 1971, a Selfridge ANGB se tornou a maior e mais complexa base conjunta das Forças de Reserva dos Estados Unidos, posição que ocupou até ser superada pelo NAS JRB Fort Worth (ex-Carswell AFB) no final dos anos 1990.
A Garrison-Selfridge do Exército dos EUA serve ao Comando de Tanques automotivos e de armamentos (TACOM), apoiando a construção de tanques na área de Detroit." As organizações civis da Civil Air Patrol em Selfridge são o 176º Esquadrão Composto Selfridge e o quartel-general da Ala Michigan.
Selfridge é o lar do Quartel-General e da Companhia de Serviços, 1º Batalhão, 24º Fuzileiros Navais e Grupo de Apoio da Ala da Marinha 47 (MWSG-47.)

## Selfridge Military Air Museum
O Selfridge Military Air Museum é operado pela Michigan Air Guard Historical Association, exibe fotos e artefatos da história aeroespacial militar e tem um parque aéreo ao ar livre com mais de 30 aeronaves.

## História
A Base Aérea da Guarda Nacional de Selfridge deve o seu nome ao 1º Tenente Thomas E. Selfridge. Ele foi escalado para o serviço aeronáutico em abril de 1908, após ser assistente do professor Alexander Graham Bell, que conduzia experimentos aeronáuticos na Nova Escócia. Selfridge foi morto em 17 de setembro de 1908 enquanto voava como passageiro com Orville Wright em Fort Myer, Virginia. Ele foi a primeira pessoa a morrer na queda de uma aeronave motorizada.